# Randolph Morris
Randolph Albert Morris (Houston, Texas; 2 de enero de 1986) es un exjugador de baloncesto estadounidense que disputó 4 temporadas en la NBA y gran parte de su carrera en la CBA. Con 2,11 de altura, jugaba en la posición de pívot.

## Trayectoria deportiva

### Universidad
Jugó durante dos temporadas con los Wildcats de la Universidad de Kentucky, en las que promedió 14,7 puntos y 6,9 rebotes por partido.

### Profesional
Tras no ser elegido en el Draft de la NBA, regresó a la universidad, y al año siguiente, el 23 de marzo de 2007 firmó un contrato con New York Knicks por dos temporadas y $1,6 millones.
Tras año y medio en Nueva York, el 29 de julio de 2008 fichó por Atlanta Hawks un contrato de 2 años y $1.7 millones.
Tras dos temporadas en Atlanta, Morris se marchó a China a jugar con los Beijing Ducks de la CBA. En su segunda temporada, su compañero Stephon Marbury lideró a los Ducks al primer título de la CBA en 2012. En los Playoffs de 2014, los Ducks ganaron su segundo campeonato donde Morris fue nombrado MVP de las Finales CBA. Al año siguiente volvieron a repetir título, ganado así, tres campeonatos en cuatro años.
En 2019 firmó con los Sporting Al Riyadi Beirut de la liga libanesa para lo que restaba de temporada 2018-19 y con los que ganó el campeonato nacional.

## Estadísticas de su carrera en la NBA

### Temporada regular
| Año     | Equipo   | PJ | PT | MPP  | %TC  | %3P  | %TL   | RPP | APP | ROB | TPP | PPP |
| ------- | -------- | -- | -- | ---- | ---- | ---- | ----- | --- | --- | --- | --- | --- |
| 2006–07 | New York | 5  | 0  | 8.8  | .167 | .000 | .333  | 1.8 | .2  | .4  | .2  | .8  |
| 2007–08 | New York | 18 | 2  | 10.1 | .362 | .000 | .483  | 2.1 | .1  | .2  | .1  | 3.1 |
| 2008–09 | Atlanta  | 23 | 0  | 3.9  | .412 | .000 | 1.000 | .9  | .1  | .1  | .0  | .8  |
| 2009–10 | Atlanta  | 28 | 0  | 4.4  | .561 | .000 | .593  | 1.4 | .1  | .2  | .1  | 2.2 |
| Total   | Total    | 74 | 2  | 5.9  | .426 | .000 | .545  | 1.4 | .1  | .2  | .1  | 1.9 |

### Playoffs
| Año     | Equipo  | PJ | PT | MPP | %TC  | %3P  | %TL   | RPP | APP | ROB | TPP | PPP |
| ------- | ------- | -- | -- | --- | ---- | ---- | ----- | --- | --- | --- | --- | --- |
| 2008–09 | Atlanta | 3  | 0  | 2.7 | .000 | .000 | .000  | .7  | .0  | .3  | .0  | .0  |
| 2009–10 | Atlanta | 3  | 0  | 3.3 | .500 | .000 | 1.000 | .7  | .0  | .0  | .0  | 1.0 |
| Total   | Total   | 6  | 0  | 3.0 | .333 | .000 | 1.000 | .7  | .0  | .2  | .0  | .5  |